# تشارلز كامبل (مجدف)
تشارلز كامبل هو مجدف كندي، ولد في 2 يوليو 1914، وتوفي في 8 يونيو 1963.

## وصلات خارجية
- تشارلز كامبل على موقع الاتحاد الدولي للتجديف (الإنجليزية)
- تشارلز كامبل على موقع اللجنة الأولمبية الدولية (الإنجليزية)
- تشارلز كامبل على موقع أوليمبيديا (الإنجليزية)